# Allaeochelys casasecai
Allaeochelys casasecai – wymarły gatunek żółwi skrytoszyjnych z rodziny miękkoskórkowatych (Carettochelyidae). Skamieniałe szczątki przedstawicieli żyjącego w eocenie gatunku były odkrywane wyłącznie w okolicy wsi Cazurra w hiszpańskiej prowincji Zamora.

## Rozmieszczenie geograficzne
Żółwie z rodzaju Allaeochelys rozpowszechniły się w paleogenie i neogenie na terenie Ameryki Północnej, Azji i Europie. W Europie Allaeochelys casasecai znane są wyłącznie z kopalnych śladów odkrytych w okolicy wsi Cazurra w hiszpańskiej prowincji Zamora. Najbliższymi współczesnymi krewnymi żółwi z rodzaju Allaeochelys są prawdopodobnie wyraźnie większe żółwie dwupazurzaste (Carettochelys insculpta), żyjące w wodach Australii i Nowej Gwinei.